# Campionati del mondo di atletica leggera 2011 - 5000 metri piani maschili
La specialità dei 5000 metri piani maschili dei campionati del mondo di atletica leggera 2011 si è svolta tra il 1° e il 4 settembre allo Stadio di Taegu di Taegu, in Corea del Sud.

## Podio
| Pos.    | Atleta            | Nazionalità   | Tempo    |
| ------- | ----------------- | ------------- | -------- |
| Oro     | Mo Farah          | Gran Bretagna | 13'23"26 |
| Argento | Bernard Lagat     | Stati Uniti   | 13'23"64 |
| Bronzo  | Dejen Gebremeskel | Etiopia       | 13'23"92 |

## Situazione pre-gara

### Record
Prima di questa competizione, il record del mondo (RM) e il record dei campionati (RC) erano i seguenti.
| Record                | Prestazione | Atleta                  | Data                                | Competizione  |
| --------------------- | ----------- | ----------------------- | ----------------------------------- | ------------- |
| Record mondiale       | 12'37"36    | Kenenisa Bekele Etiopia | 31 maggio 2004 Hengelo, Paesi Bassi | Herculis 2020 |
| Record dei campionati | 12'52"79    | Eliud Kipchoge Kenya    | 31 agosto 2003 Parigi, Francia      | Mondiali 2003 |

### Campioni in carica
I campioni in carica a livello mondiale e olimpico erano:
| Campione | Atleta                  | Prestazione | Data                             | Competizione         |
| -------- | ----------------------- | ----------- | -------------------------------- | -------------------- |
| Olimpico | Kenenisa Bekele Etiopia | 12'57"82    | 23 agosto 2008 Pechino, Cina     | Giochi olimpici 2008 |
| Mondiale | Kenenisa Bekele Etiopia | 13'17"09    | 20 agosto 2009 Berlino, Germania | Mondiali 2009        |

### La stagione
Prima di questa gara, gli atleti con le migliori tre prestazioni dell'anno erano:
| Pos. | Atleta                    | Prestazione | Data                          |
| ---- | ------------------------- | ----------- | ----------------------------- |
| 1    | Mo Farah Gran Bretagna    | 12'53'11    | 22 luglio 2011 Monaco, Monaco |
| 2    | Bernard Lagat Stati Uniti | 12'53"60    | 22 luglio 2011 Monaco, Monaco |
| 3    | Isiah Koech Kenya         | 12'54"18    | 22 luglio 2011 Monaco, Monaco |

## Risultati

### Batterie
| Pos | Batt | Atleta                    | Nazione        | Tempo    | Note |
| --- | ---- | ------------------------- | -------------- | -------- | ---- |
| 1   | 1    | Bernard Lagat             | Stati Uniti    | 13'33"90 | Q    |
| 2   | 1    | Thomas Longosiwa          | Kenya          | 13'34"46 | Q    |
| 3   | 1    | Dejen Gebremeskel         | Etiopia        | 13'34"48 | Q    |
| 4   | 1    | Isiah Koech               | Kenya          | 13'34"54 | Q    |
| 5   | 1    | Galen Rupp                | Stati Uniti    | 13'34"91 | Q    |
| 6   | 1    | Hussain Jamaan Alhamdah   | Arabia Saudita | 13'35"47 | q    |
| 7   | 1    | Bilisuma Shugi            | Bahrein        | 13'35"86 | q    |
| 8   | 2    | Imane Merga               | Etiopia        | 13'37"96 | Q    |
| 9   | 2    | Mo Farah                  | Gran Bretagna  | 13'38"03 | Q    |
| 10  | 2    | Abera Kuma                | Etiopia        | 13'38"41 | Q    |
| 11  | 2    | Eliud Kipchoge            | Kenya          | 13'39"02 | Q    |
| 12  | 2    | Alistair Cragg            | Irlanda        | 13'39"36 | Q    |
| 13  | 1    | Daniele Meucci            | Italia         | 13'39"90 | q    |
| 14  | 2    | Amanuel Mesel             | Eritrea        | 13'39"97 | q    |
| 15  | 2    | Jesús España              | Spagna         | 13'40"38 | q    |
| 16  | 2    | Abraham Kiplimo           | Uganda         | 13'44"09 |      |
| 17  | 2    | Andrew Bumbalough         | Stati Uniti    | 13'44"38 |      |
| 18  | 1    | Javier Carriqueo          | Argentina      | 13'47"51 |      |
| 19  | 1    | Collis Birmingham         | Australia      | 13'47"88 |      |
| 20  | 2    | Elroy Gelant              | Sudafrica      | 13'48"33 |      |
| 21  | 1    | Mumin Gala                | Gibuti         | 13'48"19 |      |
| 22  | 1    | Rui Silva                 | Portogallo     | 13'50"16 |      |
| 23  | 2    | Ben St Lawrence           | Australia      | 13'51"64 |      |
| 24  | 2    | Jake Robertson            | Nuova Zelanda  | 13'53"57 | q    |
| 25  | 2    | Geofrey Kusuro            | Uganda         | 13'54"58 |      |
| 26  | 1    | Craig Mottram             | Australia      | 13'56"60 |      |
| 27  | 2    | Dejene Regassa            | Bahrein        | 13'56"83 |      |
| 28  | 2    | Sylvain Rukundo           | Ruanda         | 13'58"92 |      |
| 29  | 2    | Rabah Aboud               | Algeria        | 14'00"34 |      |
| 30  | 1    | Moses Kibet               | Uganda         | 14'05"15 |      |
| 31  | 1    | Goitom Kifle              | Eritrea        | 14'06"42 |      |
| 32  | 2    | Gérard Gahungu            | Burundi        | 14'09"15 | PB   |
| 33  | 2    | Kazuya Watanabe           | Giappone       | 14'20"64 |      |
| 34  | 2    | Baek Seung-ho             | Corea del Sud  | 15:01"37 |      |
| 35  | 1    | Abdishakur Nageye Abdulle | Somalia        | 15:13"64 | PB   |
| 36  | 2    | Christian Ngningba        | Gabon          | 18:44"06 | PB   |
|     | 2    | Abdullah Abdulaziz Aljoud | Arabia Saudita | dnf      |      |
|     | 1    | Francisco Javier Alves    | Spagna         | dnf      |      |
|     | 1    | Mounir Miout              | Algeria        | dnf      |      |
|     | 1    | Kenenisa Bekele           | Etiopia        | dns      |      |
|     | 1    | Adrian Blincoe            | Nuova Zelanda  | dns      |      |

### Finale
| Pos | Nome                    | Nazione        | Tempo    | Note |
| --- | ----------------------- | -------------- | -------- | ---- |
| 1   | Mo Farah                | Gran Bretagna  | 13'23"36 |      |
| 2   | Bernard Lagat           | Stati Uniti    | 13'23"64 |      |
| 3   | Dejen Gebremeskel       | Etiopia        | 13'23"92 |      |
| 4   | Isiah Koech             | Kenya          | 13'24"95 |      |
| 5   | Abera Kuma              | Etiopia        | 13'25"50 |      |
| 6   | Thomas Longosiwa        | Kenya          | 13'26"73 |      |
| 7   | Eliud Kipchoge          | Kenya          | 13'27"27 |      |
| 8   | Bilisuma Shugi          | Bahrein        | 13'27"67 |      |
| 9   | Galen Rupp              | Stati Uniti    | 13'28"64 |      |
| 10  | Daniele Meucci          | Italia         | 13'29"11 |      |
| 11  | Amanuel Mesel           | Eritrea        | 13'33"99 |      |
| 12  | Jesús España            | Spagna         | 13'33"99 |      |
| 13  | Hussain Jamaan Alhamdah | Arabia Saudita | 13'34"83 |      |
| 14  | Alistair Cragg          | Irlanda        | 13'45"33 |      |
| 15  | Jake Robertson          | Nuova Zelanda  | 14'03"09 |      |
|     | Imane Merga             | Etiopia        | 13'23"78 | dq   |